# Rue de Constantine (Nantes)
Pour les articles homonymes, voir Rue de Constantine.
La rue de Constantine est une voie de Nantes, en France.

## Situation et accès
Située dans le centre-ville de Nantes, la rue de Constantine, qui relie la place du Sanitat (à l'angle avec la rue Damrémont) à la place René-Bouhier, est bitumée et ouverte à la circulation automobile.

## Origine du nom
La voie prend cette dénomination pour célébrer la campagne de conquête de l'Algérie par la France, notamment le siège de Constantine en 1837.

## Historique
Un nouveau quartier est construit, à partir de 1835, sur les emplacements occupés par le Sanitat et une verrerie.
En 1946, les travaux d'aménagement du tunnel ferroviaire de Chantenay sont entamés. Cette partie est une galerie couverte, alors que jusqu'à la place du Sanitat, il s'agit d'un souterrain. L'ouvrage est achevé en 1950.

## Bâtiments remarquables et lieux de mémoire

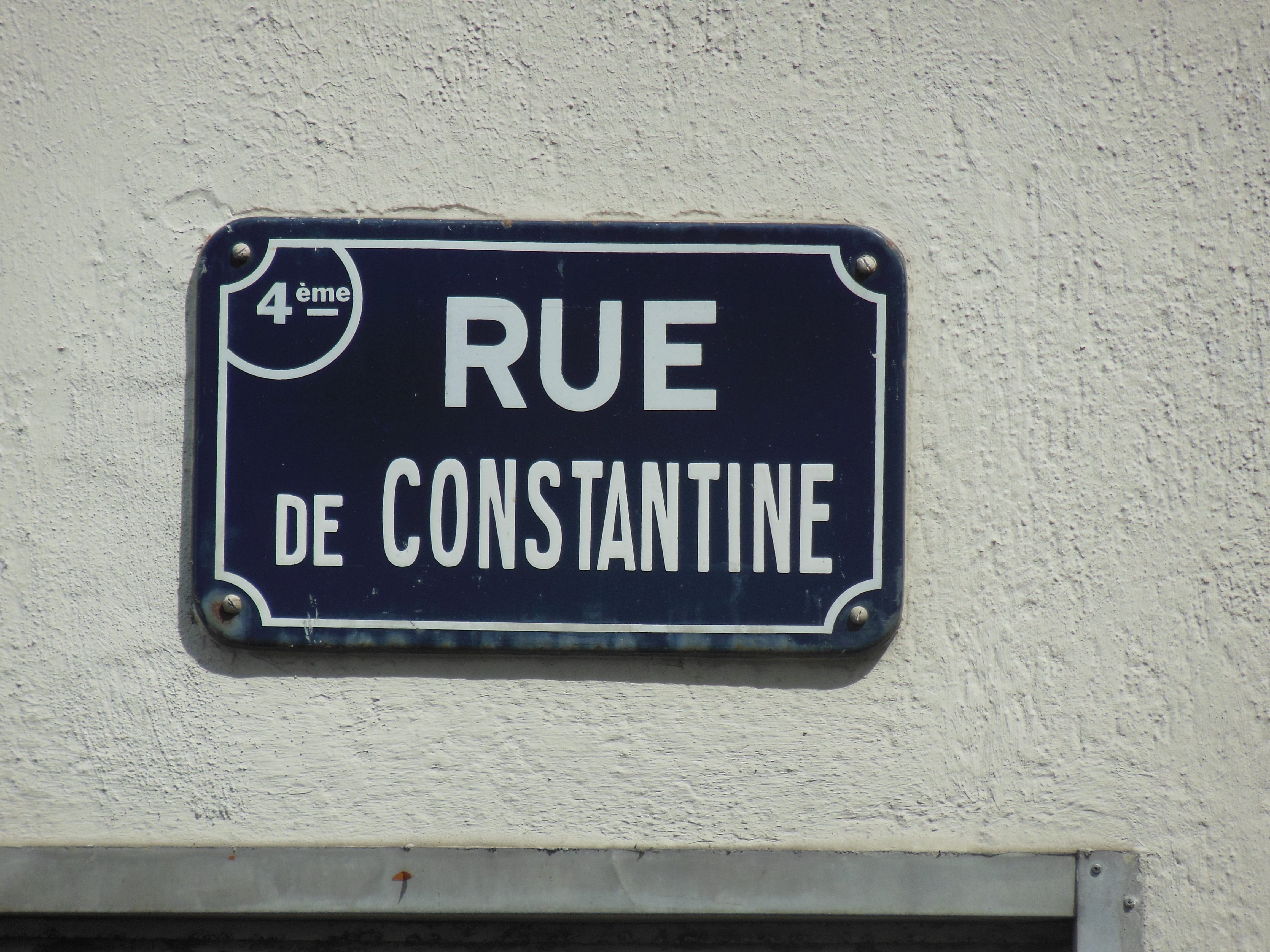
Panneau de la rue Constantine
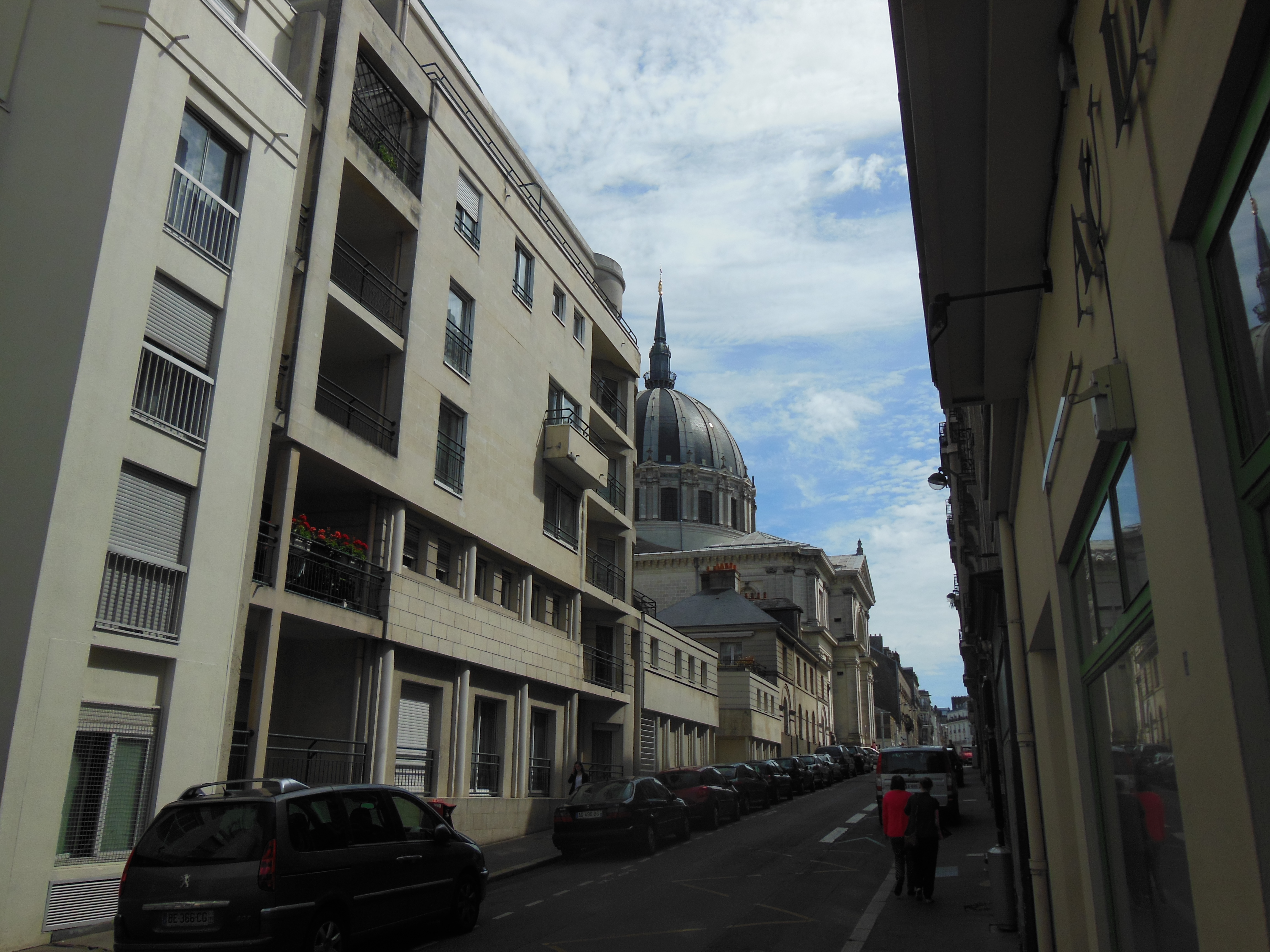
Rue de Constantine, en direction de la place du Sanitat